# 昆達河

昆達河（英語：Kundar River），是位於阿富汗、巴基斯坦的一條河流，為印度河右岸支流古馬勒河的支流。昆達河發源於巴基斯坦俾路支省基拉賽福拉縣北部地區，幹流向東北流進佐布縣，於阿富汗邊界處匯集左岸支流後，成為巴基斯坦與阿富汗兩國界河。續流70公里後，注入古馬勒河。